# Der Ozeanflug
Der Ozeanflug ist ein experimentelles musikalisches Hörbild aus dem Jahre 1929 mit einem Text von Bertolt Brecht.

## Medienexperiment
Ebenso wie Der Kampf um den Himmel von Arno Schirokauer und Malmgreen von Erich Schäfer geht es in dem Stück um ein "Spannungsverhältnis zwischen Individuum, technischem Fortschritt und politischer beziehungsweise historischer Situation", wobei das sogenannte Hörbild zeitweise zum experimentellen Bühnenstück neigt. In diesem Zusammenhang schreibt Brecht: „Das Lehrstück lehrt dadurch, daß es gespielt, nicht dadurch, daß es gesehen wird. Prinzipiell ist für das Lehrstück kein Zuschauer nötig, jedoch kann es natürlich verwertet werden.“ In Brechts Radiotheorie steht: „Der Ozeanflug hat keinen Wert, wenn man sich nicht daran schult. Er besitzt keinen Kunstwert, der eine Aufführung rechtfertigt, die diese Schulung nicht bezweckt. Er ist ein Lehrgegenstand und zerfällt in zwei Teile. Der eine Teil (die Gesänge der Elemente, die Chöre, die Wasser- und Motorengeräusche und so weiter) hat die Aufgabe, die Übung zu ermöglichen, das heißt einzuleiten und zu unterbrechen, was am besten durch einen Apparat geschieht. Der andere pädagogische Teil (der Fliegerpart) ist der Text für die Übung: Der Übende ist Hörer des einen Textteiles und Sprecher des anderen Teiles. Auf diese Art entsteht eine Zusammenarbeit zwischen Apparat und Übenden, wobei es mehr auf Genauigkeit als auf Ausdruck ankommt. Der Text ist mechanisch zu sprechen und zu singen, am Schluß jeder Verszeile ist abzusetzen, der angehörte Teil ist mechanisch mitzulesen“.

## Lehrstücktheorie
Brechts Lehrstücken liegt der Gedanke zugrunde, dass der Spielende durch bestimmte Handlungen beeinflussbar ist. Brecht sagte: „Der Staat kann die asozialen Triebe der Menschen am besten dadurch verbessern, dass er sie, die von der Furcht und der Unkenntnis kommen, in einer möglichst vollendeten und dem Einzelnen selbständig beinah unerreichbaren Form von jedem erzwingt“. Laut Brecht dienen seine Lehrstücke also der politischen Erziehung, vermutlich im Sinne des Kommunismus. Als wichtigstes Stilmittel benutzt Brecht den Verfremdungseffekt. Dadurch wird vermieden, dass sich der Rezipient mit den Figuren des Spiels identifiziert. Stattdessen soll er eine kritische Distanz und ein eigenes Urteil entwickeln. Der Ozeanflug war Brechts erstes Lehrstück. Danach folgten:
- Das Badener Lehrstück vom Einverständnis (1929).
- Der Ja-Sager und der Nein-Sager (1929/30).
- Die Maßnahme (1929/30).
- Die Ausnahme und die Regel (1930–1938).
- Die Horatier und die Kuriatier (1934/35).

## Motivation für die Änderung des Titels
Der Ozeanflug ist auch unter den früheren Titeln Der Lindberghflug und Der Flug der Lindberghs bekannt. Nach dem Krieg, anlässlich einer Anfrage durch den Südwestdeutschen Rundfunkdienst, gab Brecht eine neue Bedingung für die Aufführung des Werkes bekannt, und zwar, dass der Titel in Der Ozeanflug geändert werde und dass sämtliche Nennungen des Namens Lindbergh aus dem Text entfernt werden. In seinem Brief vom 3. Januar 1950 an den Rundfunk schrieb Brecht: „Wenn Sie den Lindberghflug in einem historischen Überblick bringen wollen, muß ich Sie bitten, der Sendung einen Prolog voranzustellen und einige kleine Änderungen im Text selber vorzunehmen. Lindbergh hat bekanntlich zu den Nazis enge Beziehungen unterhalten; sein damaliger enthusiastischer Bericht über die Unbesieglichkeit der Nazi-Luftwaffe hat in einer Reihe von Ländern lähmend gewirkt. Auch hat L. in den USA als Faschist eine dunkle Rolle gespielt. In meinem Hörspiel muß daher der Titel in 'Der Ozeanflug' umgeändert werden, man muß den Prolog sprechen und den Namen Lindbergh ausmerzen“. Vor der Präsidentschaftswahl in den Vereinigten Staaten 1940 wurde Lindbergh vorgeworfen, er habe als republikanischer Gegenkandidat eine von faschistischem Gedankengut geprägte Kampagne gegen den Demokraten Franklin D. Roosevelt inszeniert.
Brecht war der Meinung, Charles Lindbergh sei Sympathisant des Nationalsozialismus gewesen und hätte den „Hitler-Schlächtern“ sogar das „Fliegen mit tödlichen Bomben“, so Brecht im neu geschriebenen Prolog, gezeigt. Im Text heißt es deswegen an keiner Stelle mehr Lindbergh, sondern stattdessen beispielsweise „der Flieger“. Die Darstellung des Fliegers „Mein Name ist Charles Lindbergh“ wurde in „Mein Name tut nichts zur Sache“ geändert.

## Interpretation
In der ursprünglichen Textfassung für den Lindberghflug kann sich das Publikum noch mit dem populären Atlantikflieger identifizieren. Durch die Umbenennung des Titels und die Anonymisierung des Piloten wird dieser Effekt vermieden. Der Ozeanflug macht aus der Heldentat eines Einzelnen die Leistungen eines Teams und verschafft den handelnden Personen ein Gemeinschaftserlebnis, das in eine neue Gesellschaftsform münden soll. Anstelle des Helden werden das Flugzeug und die Naturgewalten personifiziert, die gegen den tollkühnen Piloten ankämpfen, sodass eine verbale Auseinandersetzung zwischen dem Wetter, dem Piloten, seiner Maschine und dem Abflugs- und Ankunftskontinent entsteht. Brecht wendet in seinem neuen Text einen Verfremdungseffekt auf den Piloten an, da er diesen die Vergänglichkeit einsehen lässt, die die Erinnerung an sein Unterfangen hat, seine Motivation jedoch nicht darunter leidet. "Brecht vermeinte mit dem Ozeanflug ein praktisches Beispiel seiner Forderungen nach der Verbesserung des Rundfunks von einem Distributions- in einen Kommunikationsapparat abgeliefert zu haben. Doch die Feedbackschleife seiner inszenierten Kommunikation ist genauso festgelegt, wie sie wenig literarisch ihren Platz auch in der kapitalistischen Nicht-Kommunikation hat".

## Zeitgenössische Inszenierungen
Der Ozeanflug wird als Versuch betrachtet, ein Werk mit Gebrauchswert zu schreiben, das eine pädagogische Wirkung hat. Brecht wollte ein neues Publikum heranbilden und arbeitete in dieser Zeit mit Laiengruppen und Freizeitchören. Er war davon überzeugt, dass sich unverbildete Laien besser für das Spielen seiner Rollen eignen würden.
1998 hat Robert Wilson am Berliner Ensemble den Ozeanflug zusammen mit zwei Texten von Heiner Müller und Fjodor Dostojewski inszeniert. Der Sinn dieser szenischen Trilogie lautet: „Die menschliche Zukunftshoffnung, beflügelt vom technischen Fortschritt, hat nicht weit getragen, sondern ist nach katastrophaler Selbstzerstörung gescheitert auf einem wüsten Stern“. In einer Kritik heißt es, dass der Zusammenprall zwischen dem phantastischen Bildertheater des Robert Wilson und der Pädagogik des Bertolt Brecht die Vorlage zersplittern lässt. Einzelne Teile seien nur noch in Umrissen sichtbar, andere ganz eliminiert, wie die zentrale Szene der Ideologie. In dieser Inszenierung hatte Bernhard Minetti seine letzte Rolle.
2003 zeigte die Hochschule für Musik und darstellende Kunst in Stuttgart eine Studioinszenierung. Junge Frauen entwickeln gemeinsam mit den Zuschauern den Plan, über den Atlantik zu fliegen und beweisen dabei Leichtigkeit, indem sie auf alles verzichten, was nicht lebensnotwendig ist. "Im Gespräch mit dem eisernen Motor erweist sich der Motor als Freund, die harten Flieger können kurz vor dem Ziel für einen Moment Gefühle und sich als Menschen zeigen, Menschen, die Liebe brauchen und unter der Einsamkeit leiden".
2007 inszenierte Chris Kondek in Berlin das an den Ozeanflug angelehnte Stück Hier ist der Apparat. Die Darsteller reisen vom Radio über das Fernsehen bis hin zu Videospielen in eine vermeintlich bessere Welt, die Medienpropheten ihnen versprochen haben. Sie begleiten den ersten weltweiten Mediensuperstar, Charles Lindbergh, gesehen mit den Augen des ersten deutschen Radiotheoretikers, Bertolt Brecht.
Eine 2010 in Greiz inszenierte Fassung des Stücks thematisiert Technikgläubigkeit und Technikwahn. Gleich zu Beginn der Aufführung stürzt das Flugzeug ab. Der Astronaut Ulf Merbold verlas den Epilog des Stücks.
2011 wurde der Ozeanflug in Dresden in einer durch die Nacht fahrenden Straßenbahn gespielt. In dieser Inszenierung geht es um das Besiegen von Allem, was sich einem in den Weg stellt. Auch das eigene Ich muss besiegt werden, für den Fortschritt. Die letzten Worte des Fliegers sind: "Bitte tragt mich in einen dunklen Schuppen, dass keiner meine natürliche Schwäche sehe".